# Alain Lefebvre (informaticien)
Pour les articles homonymes, voir Alain Lefebvre et Lefebvre.
Alain Lefebvre, né le 29 avril 1960, est un informaticien, conférencier et écrivain français. Cofondateur de la société SQLI en 1990, introduit en bourse en l'été 2000 pendant l'explosion de la bulle Internet, il dirigea la société pendant plus de dix ans. Alain Lefebvre a publié plus de 29 livres dont cinq sur l'informatique. Depuis 1995, il s'investit avec sa femme Murielle Lefebvre pour promouvoir la formation à la pédagogie Montessori en France.
Alain Lefebvre est le fondateur du premier Réseau social professionnel en France, 6nergies.net en 2004,.

## Carrière
Alain Lefebvre commence sa carrière dans l'informatique en 1977. En 1980, il est embauché par Thomson-CSF pour travailler comme Développeur sur des simulateurs d'avions civils. Il se spécialise comme consultant sur DB2 en 1988.
En 1990, il participe à la création de SQL Ingénierie, positionnée sur le créneau  des applications client–serveur, qui deviendra plus tard Groupe SQLI. En 1993, il rédige des chroniques dans les hebdomadaires Le Monde informatique et 01 Informatique puis publie son premier livre L'architecture client-serveur.

### SQLI
En 1990, Jean Rouveyrol et Alain Lefebvre fondent la société SQLI.
En 1995, il oriente la stratégie technique du Groupe SQLI vers l'Intranet. Ceci participe à l'introduction de cette société au nouveau marché de la bourse de Paris en juillet 2000, SQLI ayant alors 700 collaborateurs.
Cette introduction en bourse a été réussie pendant le début de l'explosion de la bulle internet.
Celle-ci a été une des rares sociétés « Internet » à avoir réussi/survécu à l'explosion de la bulle Internet.
En 1997, Alain Lefebvre commence à rédiger les chroniques  « La terrible vérité » sur son site personnel. En avril 2001, il quitte le groupe SQLI et renoue avec son rêve d'enfance et sa vocation première de devenir pilote  en sport mécanique et écrit « Racing » en 2004.

### 6nergies.net
Lors de l'été 2004, Alain Lefebvre lance le réseau social pour professionnels francophone 6nergies.net,,. Alain Lefebvre publia un livre sur ce mouvement mondial dès 2005 : Les Réseaux sociaux, M21 éditions, 2005,  (ISBN 2-9520514-8-8). Pour promouvoir son service en ligne : 6nergies était précurseur des soirées Networking pour professionnels dans les grandes villes françaises qui ont rencontré un franc succès. Bien que réunissant plus de 20 000 membres en 2007 et malgré ses services de Microblogging et d'interfaçage avec Facebook et Skype notamment, 6nergies ne décolle pas et ne parvient pas à lever de capitaux nécessaires pour persister. 6nergies disparaît en août 2009,.